# Occupation du Rif Oriental (1792-1795)
Conflits algéro-chérifiens
Batailles
• Campagne de l'Oranie (1550)
• Bataille de Tlemcen (1550)
• Campagne de Tlemcen (1551) 
• Invasion du Chélif par les Saadiens (1552) 
• Bataille de Koudiat al-Mahali (1554) 
• Prise de Fès (1554)
• Bataille de Tadla (1554)
• Campagne de Tlemcen (1557)
• Bataille de l'Oued-el-Leben (1558)
• Campagne de Tlemcen (1558)
• Campagne de Tlemcen (1559)
• Prise de Fès (1576)
•  Bataille d'al-Rukn (1576)
• Expéditions du Touat (1645-1652)
• Campagne de l'Oranie (1647)
• Prise d'Oujda (1647)
•  Soulèvement dilaïte (1677)
• Campagne de la Tafna (1678)
• Campagne de Tlemcen (1559)
• Campagne de Tlemcen (1679)
•  Bataille de la Moulouya (1692)

• Campagne de l'Oranie (1699-1700)
• Bataille du Chelif (1701)
• Expédition d'Oran (1707)
• Expéditions sur Laghouat (1708-1713)
 • Occupation du Rif Oriental (1792-1795)
L'occupation du Rif Oriental ou prise du Rif a eu lieu en 1792 et a été orchestrée par le bey d'Oran, Mohamed el-Kebir, pour capturer la région du Rif oriental dans le nord du Maroc afin d'assurer la sécurité des routes et les transactions des négociants (selon le bey) ou d'étendre son influence ainsi que son autorité .

## Contexte
Depuis la fin du XVIIe siècle, l'Empire Ottoman, par l'intermédiaire de la Régence d'Alger, a tenté d'établir sa souveraineté sur une portion du Maroc oriental autour d'Oujda. Cela a commencé lors des guerres opposant Ismaïl ben Chérif de l'Empire Chérifien et Hadj Chabane de la Régence d'Alger.
Lors de la période d'anarchie à la suite de la mort de Mohammed ben Abdallah avec la guerre fratricide entre Hicham ben Mohammed, Slimane ben Mohammed et Yazid ben Mohammed, l'Empire ottoman, par l'intermédiaire du bey d'Oran, Mohamed el-Kebir, après avoir libéré Oran de l'occupation espagnole, traversera le territoire marocain sous le prétexte de préparer le siège de Melilla. Cependant, les événements suivants ont révélé que ce siège n'était qu'un prétexte pour dissimuler les ambitions territoriales du bey.

## Déroulement

### Occupation par la Régence
En 1792, les algériens parviennent à rentrer dans le territoire marocain et à prendre le contrôle de la région du Rif oriental au Maroc, en prenant également Oujda. Pendant 3 ans, cette région sera officiellement une province du beylik de l'Ouest.

### Reconquête par les Chérifiens
L'occupation du Rif oriental par la Régence d'Alger prendra fin vers 1795, les Algériens se retirèrent de la région orientale du Rif ainsi que des territoires orientaux du Maroc qu'ils contrôlaient, peu avant l'arrivée d'une expédition militaire envoyée par le sultan alaouite Moulay Slimane pour reprendre ces zones.
Moulay Slimane avait donné à ses troupes les instructions suivantes : percevoir les impôts au cas où les Turcs abandonneraient la place et installer dans cette ville le gouverneur qu’il avait désigné; chasser le bey, dans le cas où il quitterait seulement la ville et refuserait d’évacuer le reste du pays. 
Cependant, le bey Mohammed el-Kebir, dès qu’il reçut la nouvelle de l’expédition marocaine, donna l’ordre d’évacuer la place. Puis le bey écrivit à Mouley Sliman une lettre d'excuse où il affirme qu’il n’avait occupé Oujda que pour « assurer la sécurité des routes et les transactions des négociants ».

## Conséquences
Le bey d'Oran ne fit aucune opposition, et dès la reprise de la région en 1795, la frontière entre la régence d'Alger et de l'Empire chérifien fut définitivement établie à l'oued Kiss.
Après la manœuvre de Mohamed el-Kebir, aucuns bey et successeurs de ce dernier ne furent pas à la hauteur de revenir dans le Rif oriental et Oujda. Cela mit un terme aux conflits entre les deux nations.